# Reddingiuspolder
De Reddingiuspolder is een voormalig waterschap in de provincie Groningen.
In de driehoek tussen het Damsterdiep (tussen Oosterdijkshorn en Ten Post), de Ten Poster Ae (globaal tussen Ten Post en Woltersum) en het Lustigemaar (tussen Woltersum en Oosterdijkshorn) lagen zes kleine waterschappen. De meest noordelijke hiervan was de Reddingiuspolder. De polder lag zo'n 1,2 km parallel aan het Damsterdiep en was ongeveer 250 m breed. De polder had een molentje dat uitsloeg op het Damsterdiep.
De andere polders in het gebied waren:
- De Hoop
- Tuiningapolder
- Woldringpolder
- Kimmpolder
- Van Timmerenpolder

Waterstaatkundig gezien ligt het gebied sinds 2000 binnen dat van het waterschap Noorderzijlvest.